# Eremochelis acrilobatus
Eremochelis acrilobatus es una especie de arácnido  del orden Solifugae de la familia Eremobatidae.

## Distribución geográfica
Se encuentra en California  (Estados Unidos).